# Obsidian Entertainment
Obsidian Entertainment, Inc. är ett amerikanskt datorspelsföretag som grundades 2003 och ligger i Irvine, Kalifornien. Företaget är mest känt för Fallout: New Vegas och Pillars of Eternity och blev uppköpt av Microsoft i november 2018.

## Företagshistorik
Det grundades 2003 av de tidigare Interplayanställda Feargus Urquhart, Chris Avellone, Chris Parker, Darren Monahan och Chris Jones efter att Black Isle Studios lades ner.
Företaget har utvecklat spel baserade på både redan existerande varumärken och egna. Några av företagets tidiga projekt var Star Wars: Knights of the Old Republic II: The Sith Lords och Neverwinter Nights 2 som båda var uppföljare till existerande BioWarespel. Företagets första egna spel var Alpha Protocol från 2010. Sedan följde Fallout: New Vegas (2010), Dungeon Siege III (2011) och South Park: The Stick of Truth (2014).
Obsidian fick finansiella problem under 2012, bland annat på grund av flera nedlagda projekt. Detta ledde till att man beslutade att använda crowdfunding för att finansiera företagets nästa spel, Pillars of Eternity (2015). Spelet var ett datorrollspel i ett isometriskt perspektiv i stil med Baldur's Gate och Icewind Dale. Spelet blev en succé och räddade studion från nedläggning.
Obsidian har ett nära samarbete med inXile Entertainment som grundades av andra tidigare anställda på Interplay. 2018 släpptes Pillars of Eternity II: Deadfire som även det finansierades genom crowdfunding.
Den 10 november 2018 meddelade Microsoft att de skulle köpa Obsidian och inXile Entertainment.

## Ludografi
| År   | Titel                                                      | Utgivare            | Plattform(ar)             |
| ---- | ---------------------------------------------------------- | ------------------- | ------------------------- |
| 2004 | Star Wars: Knights of the Old Republic II – The Sith Lords | LucasArts           | Xbox, Win, Mac            |
| 2006 | Neverwinter Nights 2                                       | Atari               | Win, Mac                  |
| 2007 | Neverwinter Nights 2: Mask of the Betrayer                 | Atari               | Win                       |
| 2008 | Neverwinter Nights 2: Storm of Zehir                       | Atari               | Win                       |
| 2010 | Alpha Protocol                                             | Sega                | Win, PS3, X360            |
| 2010 | Fallout: New Vegas                                         | Bethesda Softworks  | Win, PS3, X360            |
| 2011 | Dungeon Siege III                                          | Square Enix         | Win, PS3, X360            |
| 2014 | South Park: The Stick of Truth                             | Ubisoft             | Win, PS3, X360            |
| 2015 | Pillars of Eternity                                        | Paradox Interactive | Win, Mac, Linux           |
| 2015 | Pillars of Eternity: The White March – Part 1              | Paradox Interactive | Win, Mac, Linux           |
| 2015 | Skyforge                                                   | My.com              | Win                       |
| 2015 | Armored Warfare                                            | My.com              | Win                       |
| 2016 | Pillars of Eternity: The White March – Part 2              | Paradox Interactive | Win, Mac, Linux           |
| 2016 | Pathfinder Adventures                                      | Paizo               | Win, IOS, Android         |
| 2016 | Tyranny                                                    | Paradox Interactive | Win, Mac, Linux           |
| 2018 | Pillars of Eternity II: Deadfire                           | Versus Evil         | Win, Mac, Linux           |
| 2019 | The Outer Worlds                                           | Private Division    | Win, PS4, Xbox One        |
| 2022 | Grounded                                                   | Xbox Game Studios   | Win, Xbox One             |
| 2022 | Pentiment                                                  | Xbox Game Studios   | Win, Xbox Series X/S      |
| 2025 | Avowed                                                     | Xbox Game Studios   | Win, Xbox Series X/S      |
| 2025 | The Outer Worlds 2                                         | Xbox Game Studios   | Win, PS5, Xbox Series X/S |